# Crumble
Il crumble è un piatto di origine inglese e irlandese, del quale esistono due versioni, dolce o salata.

## Descrizione

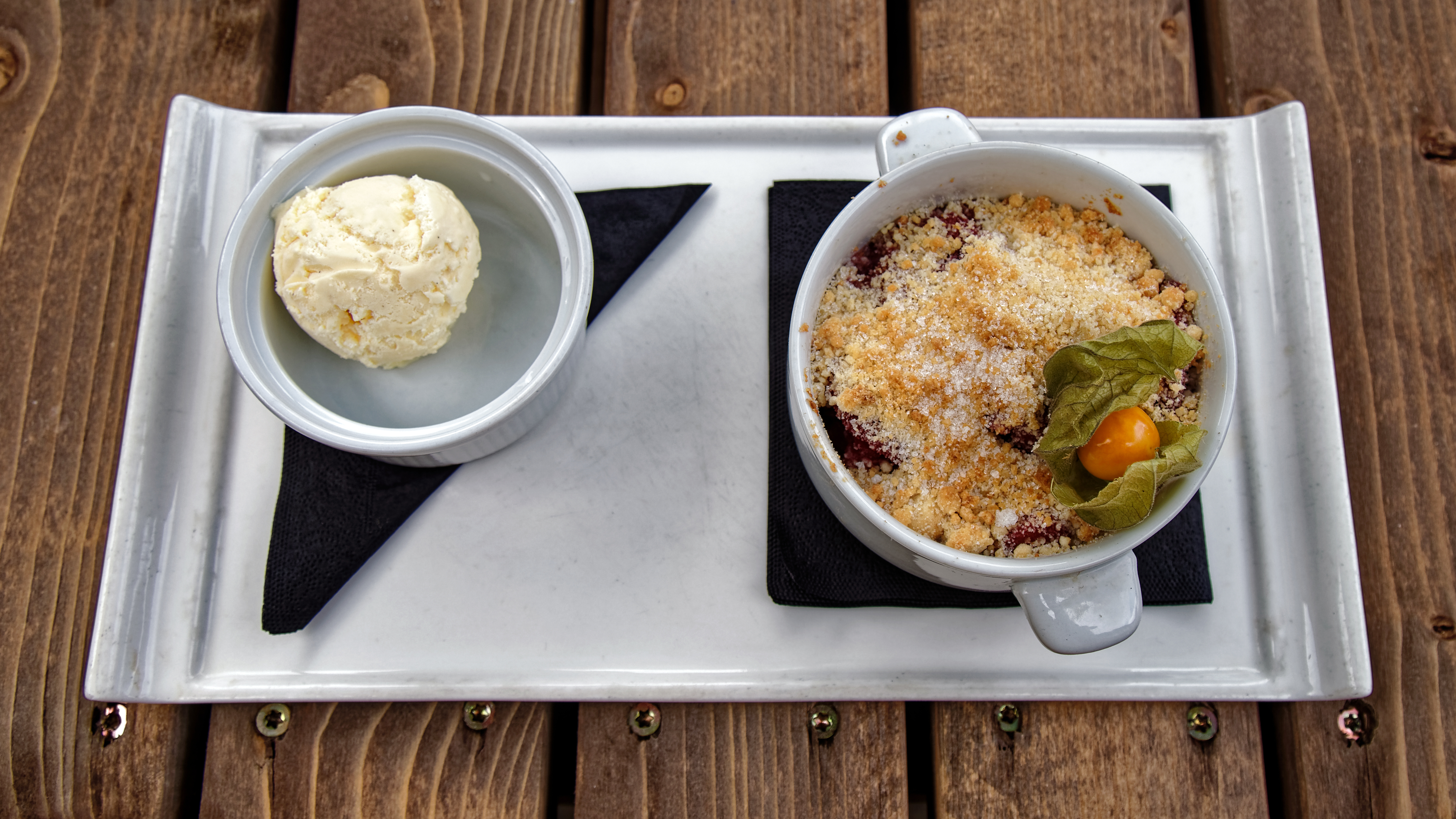
Porzione di crumble impiattata

La versione più diffusa è quella dolce, che viene preparata usando frutta cotta con zucchero, ricoperta da un impasto friabile di burro, farina e zucchero. La versione salata, invece, contiene carne, verdure salsa e formaggio. Il prodotto va cotto in forno fino a quando la copertura diventa croccante. La variante dolce viene servita con crema pasticcera o panna, mentre quella salata viene spesso accompagnata con verdure.
La frutta solitamente utilizzata nel crumble, include mele, more, pesche, rabarbaro, uva, prugne e cocco. Alcune volte si possono abbinare alcuni di questi frutti in un solo crumble. La mela e il rabarbaro, per esempio, vengono spesso usati insieme. La copertura può essere preparata impiegando anche fiocchi d'avena, mandorle o altri tipi di frutta con guscio. Spesso viene aggiunto dello zucchero di canna, che caramellizza una volta cotto, oppure frammenti di biscotti e cereali.
La ricetta ha origine in Gran Bretagna nella seconda guerra mondiale a causa del ferreo razionamento delle risorse alimentari.